# Три обезьяны

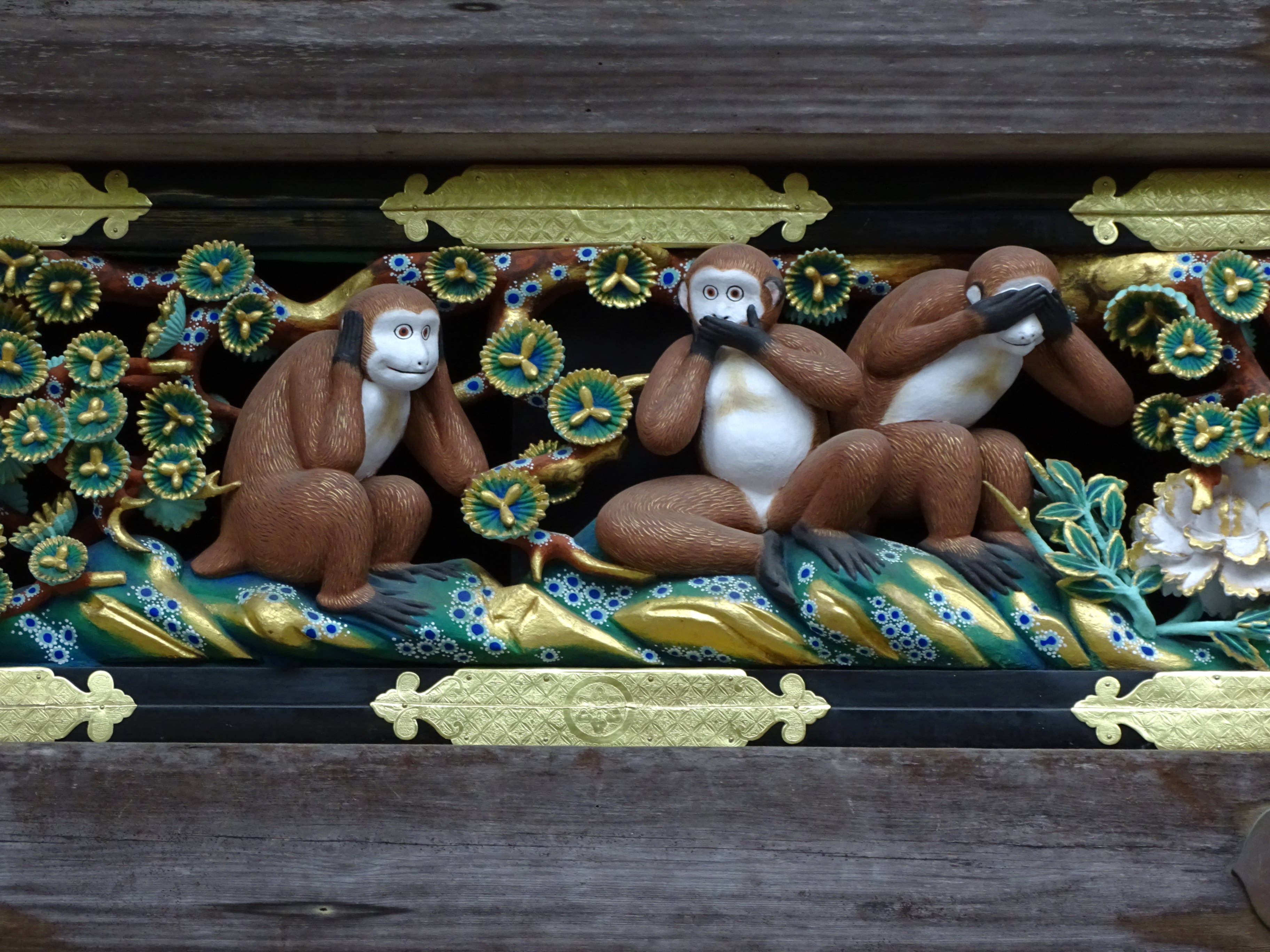
«Три обезьяны» в святилище Тосёгу в городе Никко, Япония (Всемирное культурное наследие ЮНЕСКО)

Три обезьяны (яп. 三猿, сандзару или 三匹の猿, самбики но сару — «три обезьяны») — устойчивая композиция из трёх обезьяньих фигур, закрывающих лапами глаза, уши и рот.
Считается, что три обезьяны символизируют собой идею недеяния зла и отрешённости от неистинного. «Если я не вижу зла, не слышу о зле и ничего не говорю о нём, то я защищён от него».
В русском переводе более популярна версия «Не вижу зла, не слышу зла и не говорю о зле».
Каждая из трёх обезьян имеет собственное имя: не видит Мидзару (見ざる), не слышит Кикадзару (聞かざる) и не говорит Ивадзару (言わざる).
Выбор обезьян в качестве символа, вероятно, связан с игрой слов в японском языке. Фраза «не вижу, не слышу, не говорю» звучит как «мидзару, кикадзару, ивадзару», окончание «дзару» (яп. ざる, ромадзи zaru) созвучно японскому слову «обезьяна»(яп. サル, ромадзи saru, киридзи сару).
Символы каждой из трёх обезьян включены в стандарт Unicode: 🙈, 🙉, 🙊.

## Расширенный вариант
Иногда в композицию добавляется четвёртая обезьяна — Сидзару (しざる), символизирующая принцип «не совершать зла». Она может изображаться прикрывающей свой живот или промежность. Но она непопулярна из-за азиатской нумерологии, в которой число «4» считается несчастливым.

## Происхождение

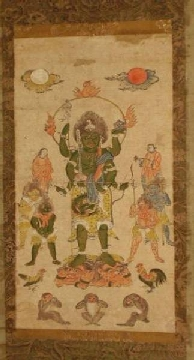
Свиток культа Косин с изображением трёх обезьян

«Три обезьяны» стали популярны в XVII веке благодаря резному панно над дверьми священной конюшни в знаменитом синтоистском святилище Тосёгу в японском городе Никко. Чаще всего происхождение символа связывают с народным верованием Косин (庚申), имеющим корни в китайском даосизме.
Считается, что символика трёх обезьян восходит к голуболицему божеству Ваджраякши, защищающему людей от духов, болезней и демонов. В веровании Косин он именовался Сёмэн-Конго (青面金剛) и часто изображался в сопровождении трёх обезьян.
По преданию буддистской школы Тэндай трёх обезьян в Японию из Китая привёз монах Сайтё в начале VIII века.
Схожая с символикой четырёх обезьян фраза есть в книге изречений Конфуция «Лунь Юй»: «Не смотри на то, что неправильно; Не слушай того, что неправильно; Не говори того, что неправильно; Не делай того, что неправильно» (非禮勿視， 非禮勿聽，非禮勿言， 非禮勿動).
Параллели с символикой трёх обезьян можно найти в даосизме («Чжуан-цзы» и «Ле-цзы»), индуизме («Бхагавадгита»), джайнизме («Наладияр»), сикхизме («Гуру Грантх Сахиб»), иудаизме и христианстве («Екклесиаст», «Псалтирь» и «Книга Исаии»), исламе (сура Корана «Аль-Бакара») и других текстах и учениях.

## Производные композиции
Известны две устойчивые производные композиции: «три обезьяны наоборот», которые видят, слышат и говорят, и обезьяны, воплощающие девиз «Audi, vide, tace» (лат. «услышь, узри, молчи»).
Также в позах трёх обезьян могут изображаться разнообразные персонажи массовой культуры.

## Галерея

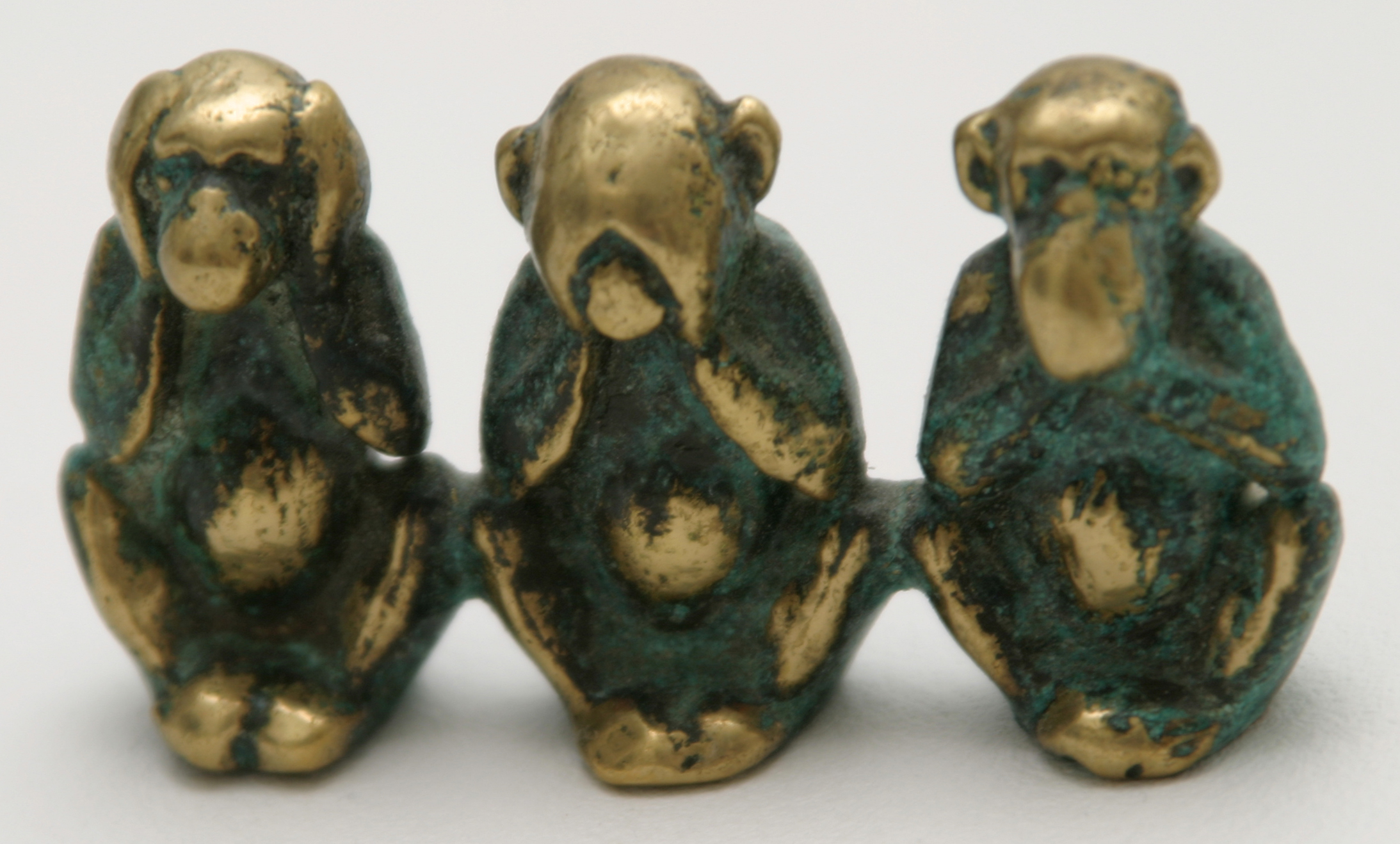
Три обезьяны, латунная статуэтка
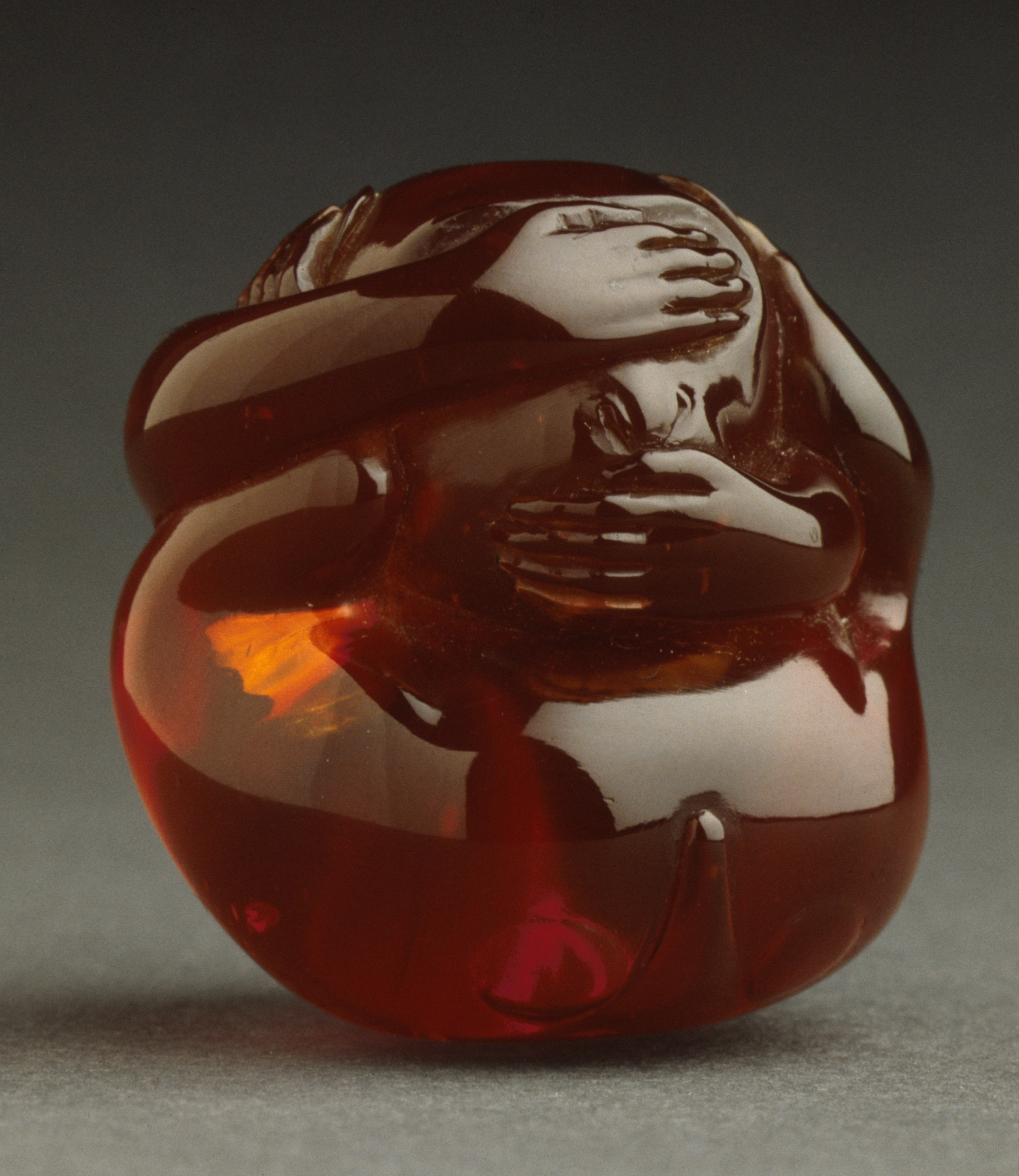
Композиция с одной обезьяной «Не вижу, не слышу, не скажу зла»
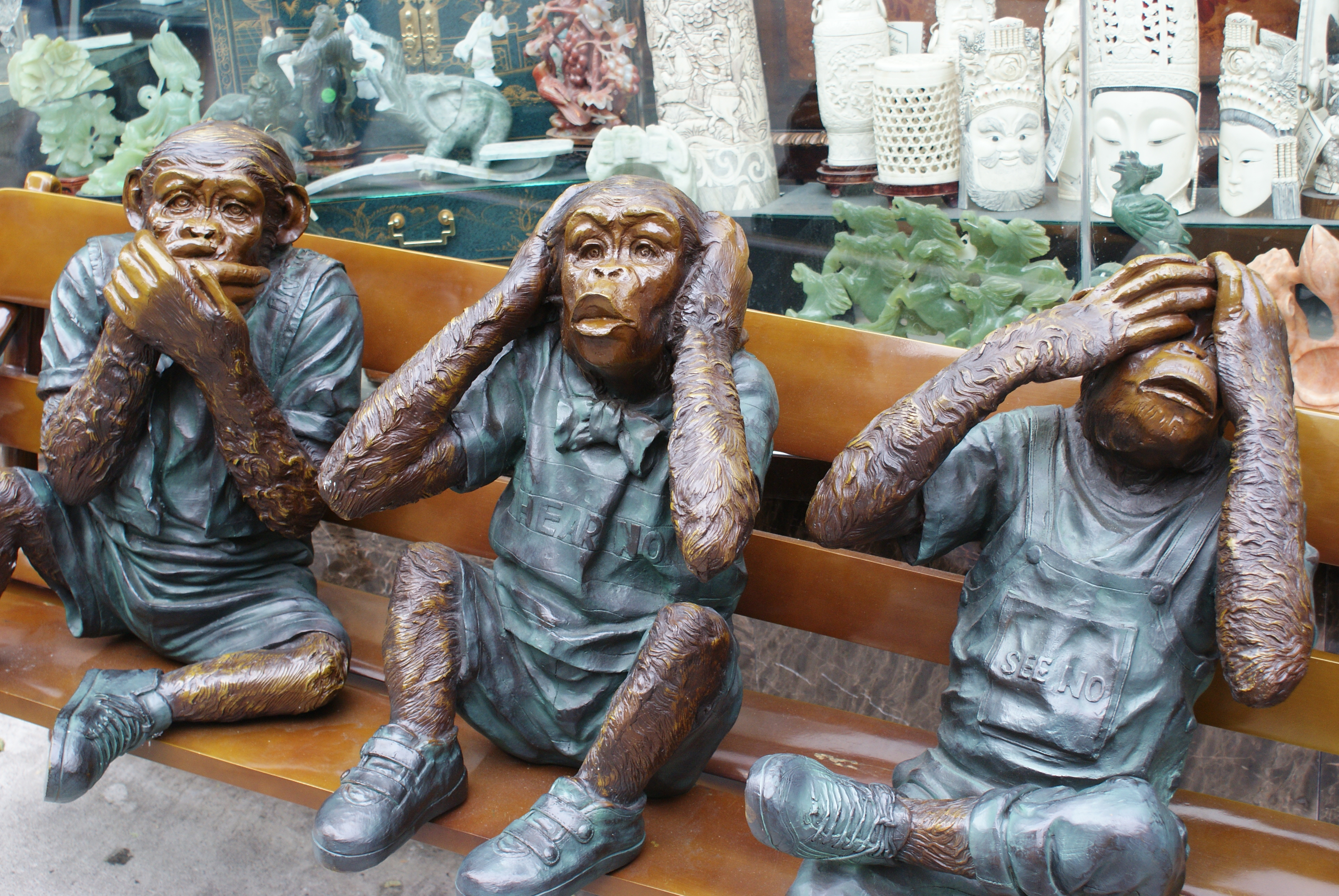
Три обезьяны на скамейке. Скульптура, Сан-Франциско, США
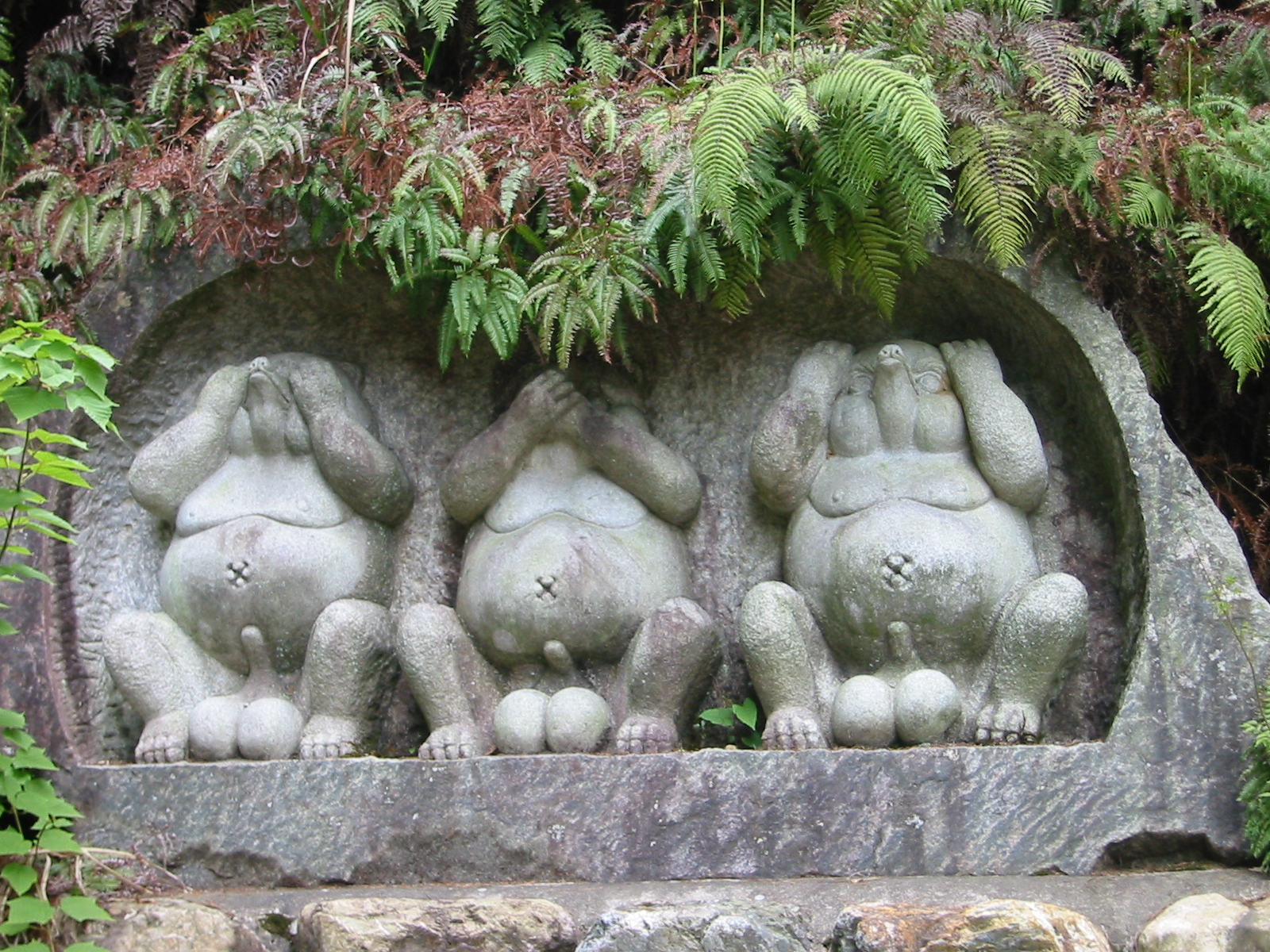
Три тануки, Япония
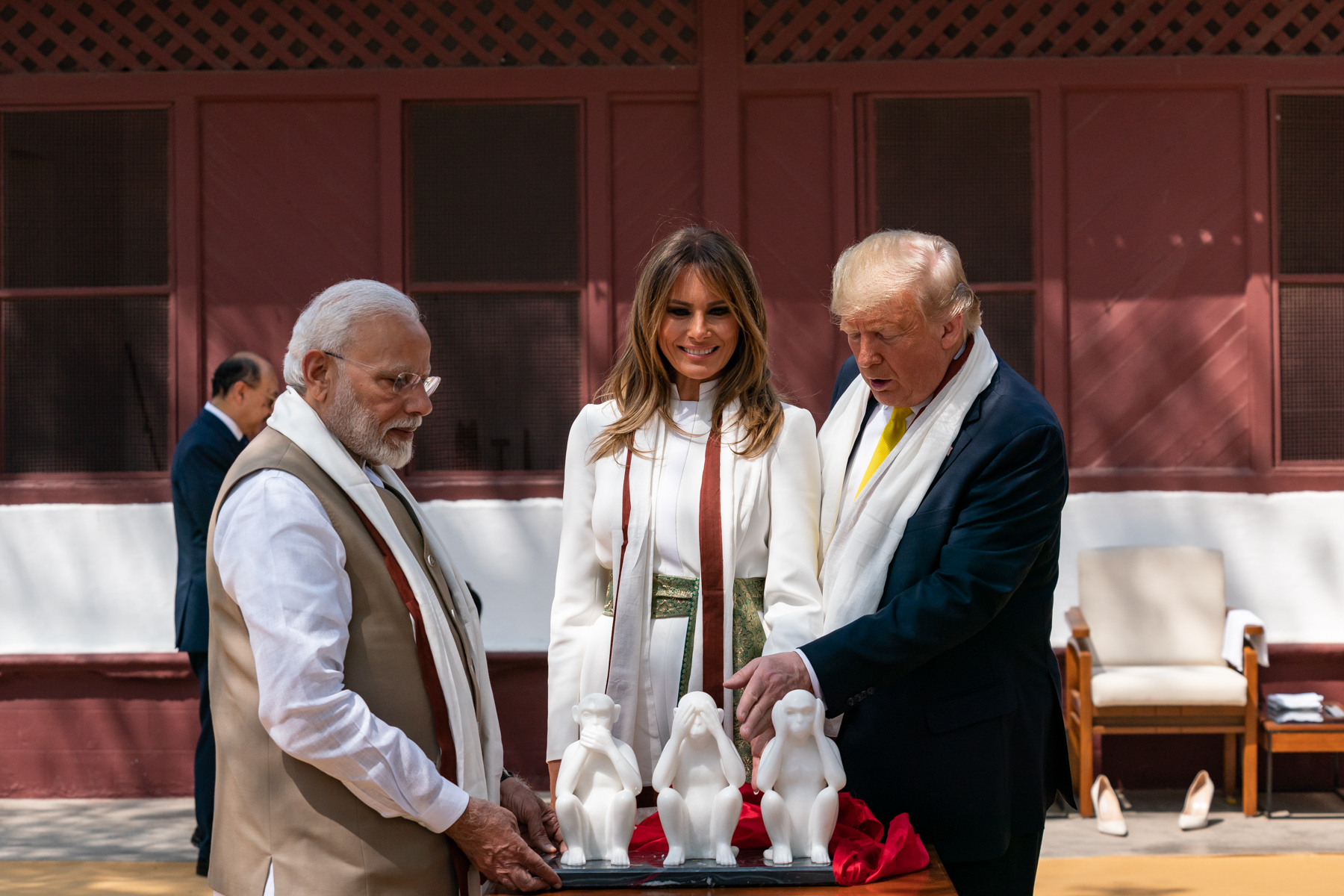
Президент Дональд Трамп и первая леди Мелания Трамп рассматривают «Трёх обезьян» преподнесённых в подарок премьер-министром Нарендрой Моди во время визита в дом Махатмы Ганди
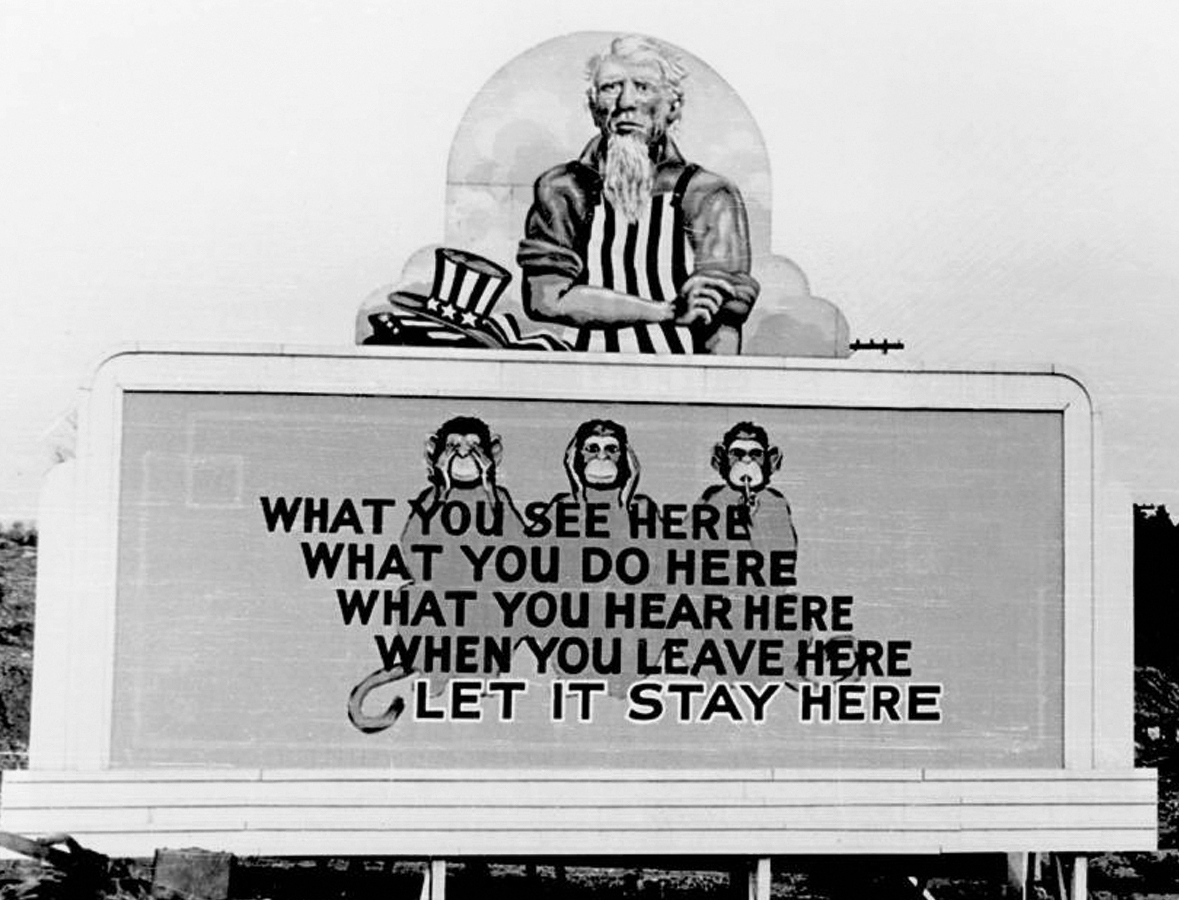
Три обезьяны на плакате, призывающем сохранять секретность «Манхэттенского проекта»